# Glen

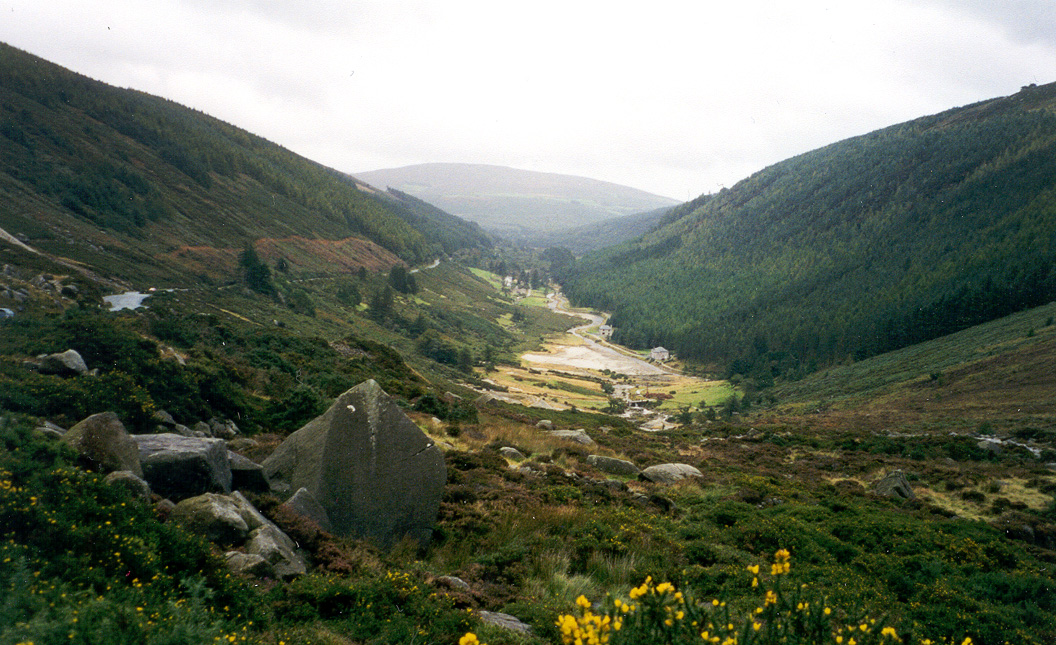
Glendalough Valley in Ierland.

Een glen is in Schotland en Ierland de naam van een vallei, vaak uitgesleten door een gletsjer. Glens zijn dan ook vaak lang en diep en hebben een kenmerkende U-vormige doorsnede. Het woord glen stamt af van het Iers-/Schots-Gaelische woord gleann. Glen in de naam van een rivier stamt echter af van het Welshe glan, dat schoon, of gleindid, dat puurheid betekent.